# 野幌パーキングエリア

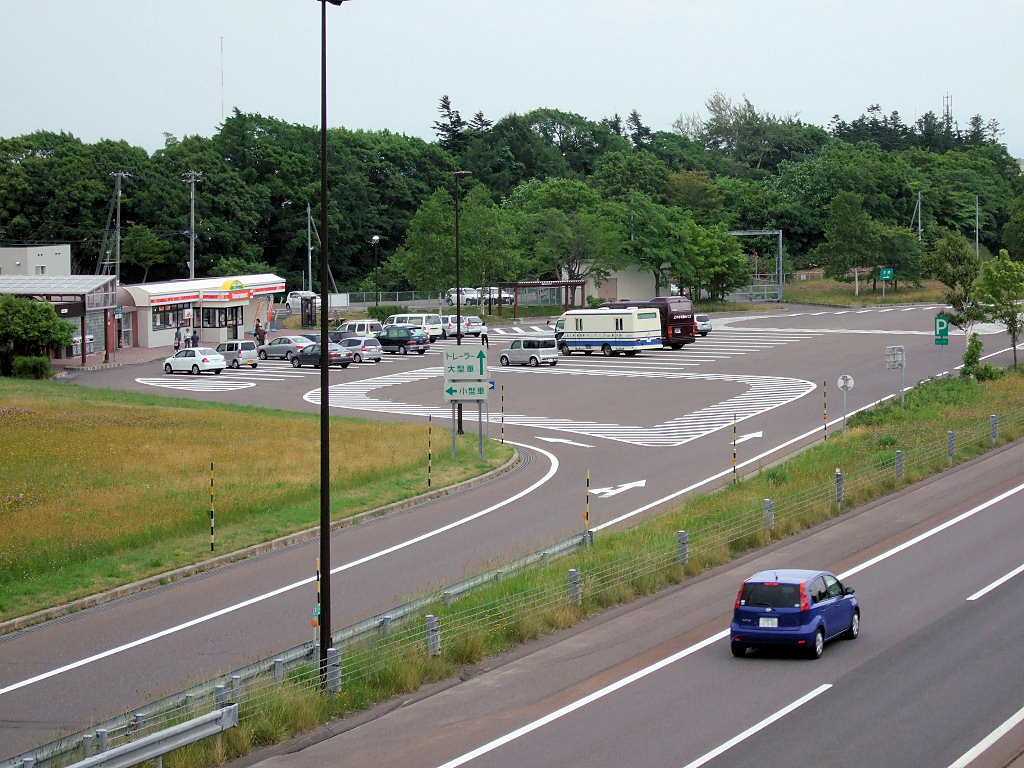
野幌PAの全体（下り線）

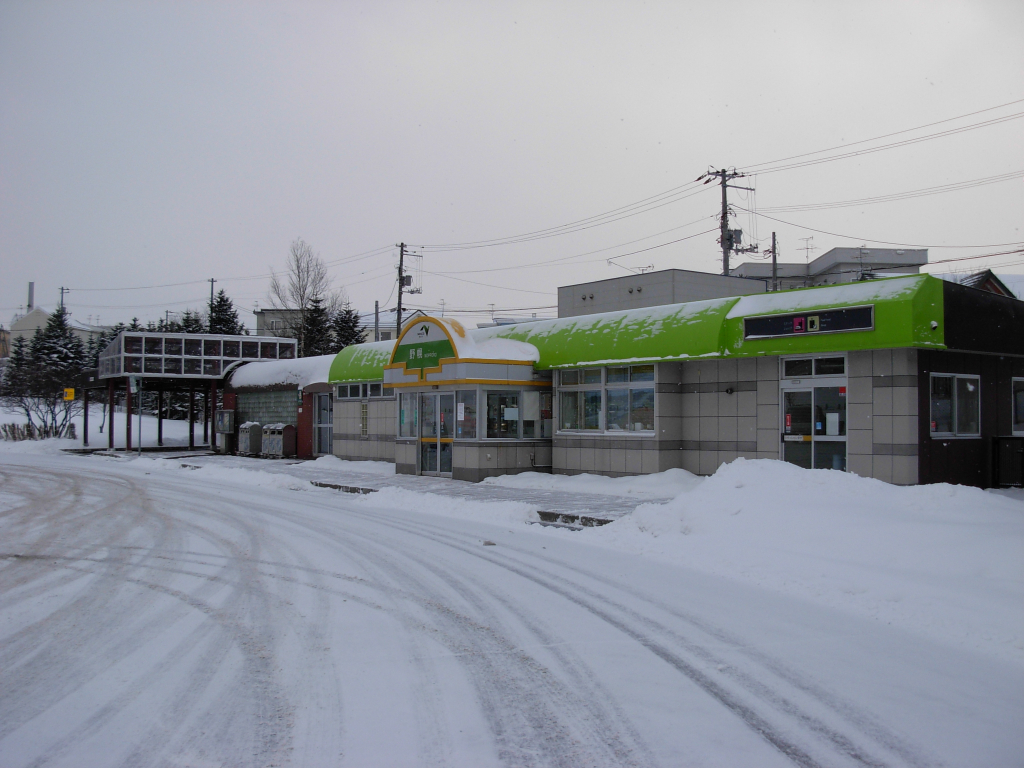
セイコーマート開業前の建物（旭川方面）

野幌パーキングエリア（のっぽろパーキングエリア）は、北海道江別市西野幌にある道央自動車道のパーキングエリアである。エリア敷地に隣接してバス停留所「野幌バスストップ」が設置されている（後述）。

## 施設
2007年（平成19年）6月27日より、上下線とも売店に北海道のコンビニエンスストアチェーン、セイコーマートが入居している。24時間営業で、銀行ATM（イーネット）、ホットシェフ（店舗内調理販売）、イートイン完備。北海道内で初めての24時間営業の売店があるエリア。
「開かれたエリア」を目指す取り組みの一環として、PA外との出入り口が設けられている。さらに、下り線（旭川・士別剣淵方面）側には一般道側の駐車場を設置している（NEXCO東日本のSA・PAとして初）。

### 上り線（札幌・苫小牧方面）
管理：ネクスコ東日本エリアトラクト
施設運営：株式会社セコマ
- 駐車場[3]
  - 大型：14台
  - 小型：32台
  - 身障者用
    - 小型：1台
- トイレ[3]
  - 男性：大3（和式1・洋式2）・小10
  - 女性：10　(和式2・洋式8）
  - 身障者用（オストメイト対応）[4]
    - 共用：1
- コンビニエンスストア「セイコーマート」（24時間）[3]
  - 銀行ATM「イーネット」（24時間）
  - ホットシェフ（弁当店内調理販売）
  - イートイン
- E-NEXCO Wi-Fi SPOT[3]
- 喫煙所[3]
- 自動体外式除細動器（AED）[3]
- ハイウェイスタンプ（24時間）[3]

### 下り線（旭川・名寄方面）
管理：ネクスコ東日本エリアトラクト
施設運営：株式会社セコマ
- 駐車場[5]
  - 大型：14台
  - 小型：32台
  - 身障者用
    - 小型：1台
- トイレ[5]
  - 男性：大3（和式1・洋式2）・小10
  - 女性：10（和式2・洋式8）
  - 身障者用（オストメイト対応）[4]
    - 共用：1

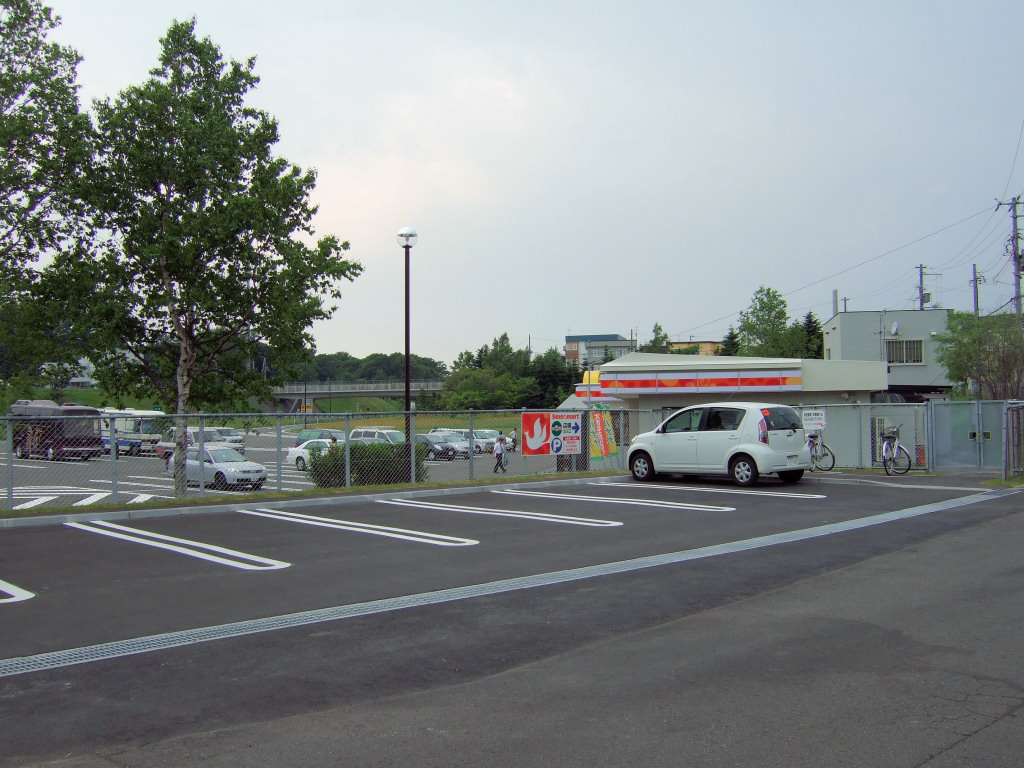
下り線一般道側駐車場

- コンビニエンスストア「セイコーマート」（24時間）[5]
  - 銀行ATM「イーネット」（24時間）
  - ホットシェフ（弁当店内調理販売）
  - イートイン
- E-NEXCO Wi-Fi SPOT[5]
- 喫煙所[5]
- 自動体外式除細動器（AED）[5]
- ハイウェイスタンプ（24時間）[5]

## 野幌バスストップ
2024年（令和6年）10月1日現在。

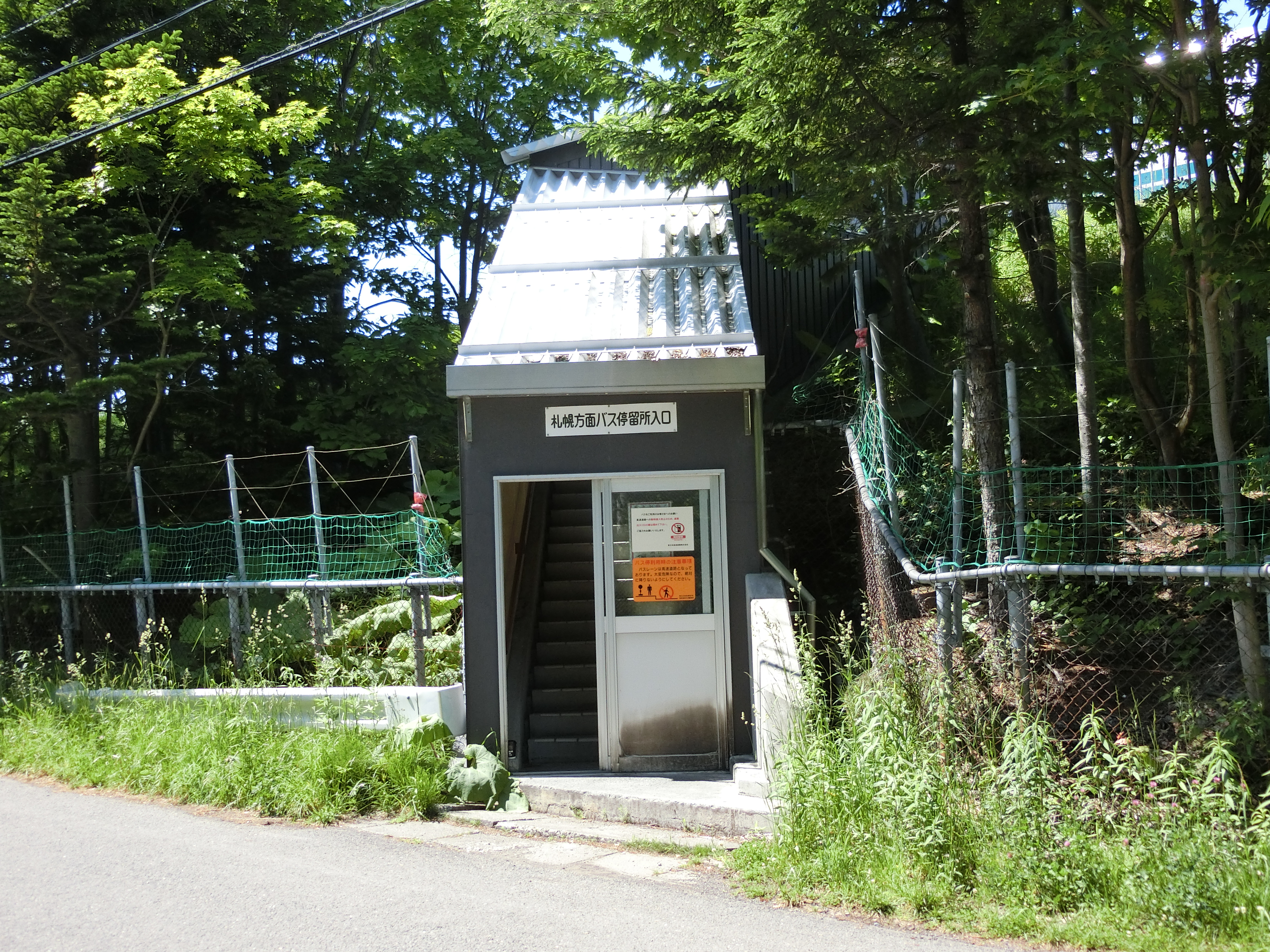
上り線バス停への入口

すべて北海道中央バスによる運行で、共同運行路線は個別に事業者を示す。通行止め等で一般道へ迂回する場合は国道12号のジェイ・アール北海道バス「江別3丁目」停留所に代替停車する。

### 下り線（岩見沢・旭川方面）
- 高速くりやま号 栗山町方面
- 高速いわみざわ号 岩見沢市方面
- 高速みかさ号 三笠市方面
  - 以上の路線詳細は北海道中央バス岩見沢営業所を参照。
- 高速たきかわ号 滝川市方面
- 高速るもい号 留萌市方面
  - 以上の路線詳細は北海道中央バス滝川営業所を参照。
- 高速あさひかわ号 旭川市方面（道北バス、ジェイ・アール北海道バス）
  - 路線詳細は北海道中央バス旭川営業所または共同運行会社記事を参照。
- 高速ふらの号 富良野市方面
- 高速なよろ号 名寄市方面（道北バス）
- 高速えんがる号 遠軽町方面（道北バス、北海道北見バス）
- 高速流氷もんべつ号 紋別市方面（道北バス、ジェイ・アール北海道バス、北紋バス）
  - 以上の路線詳細は北海道中央バス札幌北営業所または共同運行会社記事を参照。

### 上り線（札幌方面）
- 下り線に停車する各路線 札幌市方面（一部は降車専用）

## 周辺
- 野幌若葉郵便局
- 北海道情報大学[8]
- 江別市立野幌中学校
- 杜の美江別自動車学校
- ジェイ・アール北海道バス「2号線」「情報大学前」停留所[9]
- 夕張鉄道（夕鉄バス）「野幌若葉町」停留所[9]

## 隣
E5 道央自動車道
(34) 江別西IC - 野幌PA - (35) 江別東IC